# Pseudathyma neptidina
Pseudathyma neptidina är en fjärilsart som beskrevs av Karsch 1894. Pseudathyma neptidina ingår i släktet Pseudathyma och familjen praktfjärilar. Inga underarter finns listade i Catalogue of Life.